# Liga Estatal de Béisbol de Chihuahua
Para la liga de baloncesto, véase Liga de Básquetbol Estatal de Chihuahua.
La Liga Estatal de Béisbol de Chihuahua (LEB) es el campeonato de béisbol más importante del estado de Chihuahua, México. Cuenta con 10 equipos y es actualmente una de las “mejores ligas” de béisbol semiprofesional del país. Con el paso de los años, esta liga ha incrementado su calidad tanto en infraestructura, así como en el nivel de juego de cada uno de los equipos. Para este año 2022 después de una asamblea con todas las zonas del estado de Chihuahua se aprobó incluir a un jugador profesional por cada zona en el roster.

## Historia
La Liga Estatal de Béisbol de Chihuahua comienza en 1936 con 3 equipos fundadores, los Mineros de Parral, Dorados de Chihuahua y los Indios de Ciudad Juárez, posteriormente se incorporarían los equipos de Cuauhtémoc, Madera, Delicias, Ojinaga, Jiménez, Casas Grandes y Camargo, siendo el equipo más ganador el de los Mineros de Parral con 27 títulos logrando en el 2017 el más reciente ante los Indios de Ciudad Juárez. El circuito cuenta con el reconocimiento de la Federación Mexicana de Béisbol.
El torneo a lo largo de la historia ha dado paso a 2 jugadores que posteriormente han dado el salto a ligas profesionales, como es el caso de Teodoro Higuera, José Luis Sandoval, entre otros. Actualmente la liga ha tenido un gran crecimiento debido a la creación de una fuerte infraestructura deportiva, ya que desde el 2002 se han creado 5 estadios nuevos y próximamente el estadio de los Indios de Ciudad Juárez.[cita requerida]

## Equipos Temporada 2022
Temporada "José Luis García Mayagoitia"
| Liga Estatal de Béisbol de Chihuahua 2022 |                                |
| Equipo                                    | Sede                           |
| Algodoneros de Delicias                   | Delicias, Chihuahua            |
| Dorados de Chihuahua                      | Chihuahua, Chihuahua           |
| Faraones de Nuevo Casas Grandes           | Nuevo Casas Grandes, Chihuahua |
| Indios de Ciudad Juárez                   | Ciudad Juárez, Chihuahua       |
| Manzaneros de Cuauhtémoc                  | Cuauhtémoc, Chihuahua          |
| Mazorqueros de Camargo                    | Camargo, Chihuahua             |
| Mineros de Parral                         | Parral, Chihuahua              |
| Rojos de Jiménez                          | Jiménez, Chihuahua             |
| Soles de Ojinaga                          | Ojinaga, Chihuahua             |
| Venados de Madera                         | Madera, Chihuahua              |

## Campeones

### Equipos y mánagers campeones
A continuación se muestra el listado de los equipos campeones desde 1936.
| Año  |  | Campeón                | Serie                  | Subcampeón             | Mánager Campeón              |
| ---- |  | ---------------------- | ---------------------- | ---------------------- | ---------------------------- |
| 1936 |  | Chihuahua              | *                      |                        |                              |
| 1937 |  | Parral                 | *                      |                        |                              |
| 1938 |  | Parral                 | *                      |                        |                              |
| 1939 |  | Parral                 | *                      |                        |                              |
| 1940 |  | Parral                 | *                      |                        |                              |
| 1941 |  | Parral                 | *                      |                        |                              |
| 1942 |  | Ciudad Juárez          | *                      |                        | Carlos Adolfo Rojas          |
| 1943 |  | Parral                 | *                      |                        |                              |
| 1944 |  | Ciudad Juárez          | *                      |                        | Carlos Adolfo Rojas          |
| 1945 |  | Cancelada*             |                        |                        |                              |
| 1946 |  | Parral                 | *                      |                        |                              |
| 1947 |  | Chihuahua              | *                      |                        | Carlos Adolfo Rojas          |
| 1948 |  | Chihuahua              | *                      |                        | Carlos Adolfo Rojas          |
| 1949 |  | Parral                 | *                      |                        |                              |
| 1950 |  | Parral                 | *                      |                        |                              |
| 1951 |  | Parral                 | *                      |                        |                              |
| 1952 |  | Chihuahua              | *                      |                        |                              |
| 1953 |  | Parral                 | *                      |                        |                              |
| 1954 |  | Chihuahua              | *                      |                        |                              |
| 1955 |  | Parral                 | *                      |                        |                              |
| 1956 |  | Parral                 | *                      |                        |                              |
| 1957 |  | Parral                 | *                      |                        |                              |
| 1958 |  | Ciudad Juárez          | *                      |                        |                              |
| 1959 |  | Ciudad Juárez          | *                      |                        |                              |
| 1960 |  | Ciudad Juárez          | *                      |                        |                              |
| 1961 |  | Ciudad Juárez          | *                      |                        |                              |
| 1962 |  | Ciudad Juárez          | *                      |                        |                              |
| 1963 |  | Delicias               | *                      |                        |                              |
| 1964 |  | Chihuahua              | *                      |                        |                              |
| 1965 |  | Delicias               | *                      |                        |                              |
| 1966 |  | Delicias               | *                      |                        |                              |
| 1967 |  | Delicias               | *                      |                        |                              |
| 1968 |  | Delicias               | *                      |                        |                              |
| 1969 |  | Ciudad Juárez          | *                      |                        |                              |
| 1970 |  | Delicias               | *                      |                        |                              |
| 1971 |  | Chihuahua              | *                      |                        |                              |
| 1972 |  | Parral                 | *                      |                        |                              |
| 1973 |  | Parral                 | *                      |                        |                              |
| 1974 |  | Ciudad Juárez          | *                      |                        |                              |
| 1975 |  | Cuauhtémoc             | *                      |                        |                              |
| 1976 |  | Cuauhtémoc             | *                      | Delicias               | Manuel "Pelón" Castillo      |
| 1977 |  | Cuauhtémoc             | *                      | Delicias               | Manuel "Pelón" Castillo      |
| 1978 |  | Cuauhtémoc             | *                      | Parral                 | Manuel "Pelón" Castillo      |
| 1979 |  | Chihuahua              | *                      | Cuauhtémoc             | Juan Ortiz                   |
| 1980 |  | Cuauhtémoc             | 4-1                    | Parral                 | Rafael "Zurdo" García        |
| 1981 |  | Parral                 | *                      | Cuauhtémoc             | Pedro "Piña" Palacios        |
| 1982 |  | Parral                 | *                      | Delicias               | Salvador "Chepilón" Santana  |
| 1983 |  | Delicias               | *                      | Chihuahua              | Gilberto Morales Meza        |
| 1984 |  | Parral                 | 3-2                    | Cuauhtémoc             | Raymundo "Negro" Sandoval    |
| 1985 |  | Delicias               | 4-3                    | Parral                 | Dr. Arnoldo Armenta          |
| 1986 |  | Delicias               | 3-1                    | Cuauhtémoc             | Cornelio "La Perra" Aranda   |
| 1987 |  | Chihuahua              | 4-2                    | Delicias               | Raúl "Negro" Hurtado         |
| 1988 |  | Chihuahua              | 4-2                    | Delicias               | Samuel Rodríguez             |
| 1989 |  | Chihuahua              | 4-2                    | Ciudad Juárez          | Héctor "Pollo" Rubio         |
| 1990 |  | Nuevo Casas Grandes    | 4-2                    | Jiménez                | Manuel Galaz                 |
| 1991 |  | Nuevo Casas Grandes    | 4-2                    | Cuauhtémoc             | Manuel Galaz                 |
| 1992 |  | Cancelada*             |                        |                        |                              |
| 1993 |  | Chihuahua              | 4-1                    | Cuauhtémoc             | José Luis Zubia              |
| 1994 |  | Parral                 | 4-3                    | Cuauhtémoc             | Miguel "Mano" Muñoz          |
| 1995 |  | Cuauhtémoc             | 3-0                    | Ciudad Juárez          | Marcelo Juárez               |
| 1996 |  | Ciudad Juárez          | 4-1                    | Chihuahua              | Ricardo "Bacatete" Fernández |
| 1997 |  | Chihuahua              | 4-0                    | Cuauhtémoc             | Héctor "Pollo" Rubio         |
| 1998 |  | Cuauhtémoc             | 4-1                    | Ciudad Juárez          | Marcelo Juárez               |
| 1999 |  | Madera                 | 4-3                    | Chihuahua              | Javier Morales               |
| 2000 |  | Ciudad Juárez          | 4-3                    | Chihuahua              | Enrique "El Pelón" Licón     |
| 2001 |  | Parral                 | 4-3                    | Delicias               | Héctor "Zacatillo" Guerrero  |
| 2002 |  | Cuauhtémoc             | 4-0                    | Chihuahua              | Marcelo Juárez               |
| 2003 |  | Delicias               | 4-2                    | Chihuahua              | Juan Palafox                 |
| 2004 |  | Camargo                | 4-0                    | Cuauhtémoc             | Jaime Portillo               |
| 2005 |  | Delicias               | 4-2                    | Parral                 | Arturo Morales               |
| 2006 |  | Cuauhtémoc             | 3-2                    | Chihuahua              | Marcelo Juárez               |
| 2007 |  | Delicias               | 4-1                    | Parral                 | Javier Morales               |
| 2008 |  | Chihuahua              | 4-2                    | Parral                 | Pablo Taméz                  |
| 2009 |  | Parral                 | 4-2                    | Ciudad Juárez          | Beto Soto                    |
| 2010 |  | Delicias               | 4-2                    | Parral                 | Marcelo Juárez               |
| 2011 |  | Parral                 | 4-2                    | Delicias               | Armando Güereca              |
| 2012 |  | Parral                 | 4-0                    | Ciudad Juárez          | Armando Güereca              |
| 2013 |  | Parral                 | 4-1                    | Ciudad Juárez          | Armando Güereca              |
| 2014 |  | Parral                 | 4-1                    | Ciudad Juárez          | Armando Güereca              |
| 2015 |  | Chihuahua              | 4-2                    | Delicias               | Germán Leyva                 |
| 2016 |  | Cuauhtémoc             | 4-2                    | Jiménez                | Marcelo Juárez               |
| 2017 |  | Parral                 | 4-1                    | Ciudad Juárez          | Armando Güereca              |
| 2018 |  | Cuauhtémoc             | 4-3                    | Delicias               | Humberto Rojas               |
| 2019 |  | Delicias               | 4-3                    | Ciudad Juárez          | Javier Morales               |
| 2020 |  | Cancelada por Covid-19 | Cancelada por Covid-19 | Cancelada por Covid-19 | Cancelada por Covid-19       |
| 2021 |  | Delicias               | 4-2                    | Camargo                | Javier Morales               |
| 2022 |  | Delicias               | 4-2                    | Parral                 | Javier Morales               |
| 2023 |  | Delicias               | 4-3                    | Chihuahua              | Pablo Cadena                 |
| 2024 |  | Delicias               | 4-1                    | Madera                 | Pablo Cadena                 |

#### Campeonatos por Equipo
| Equipo                          | Cantidad | Años | Subcampeonatos | Años                                                 |
| ------------------------------- | -------- | --- | -------------- | ---------------------------------------------------- |
| Mineros de Parral               | 27       | 1937, 1938, 1939, 1940, 1941, 1943, 1946, 1949, 1950, 1951, 1953, 1955, 1956, 1957, 1972, 1973, 1981, 1982, 1984, 1994, 2001, 2009, 2011, 2012, 2013, 2014, 2017 | 8              | 1978, 1980, 1985, 2005, 2007, 2008, 2010, 2022       |
| Algodoneros de Delicias         | 18       | 1963, 1965, 1966, 1967, 1968, 1970, 1983, 1985, 1986, 2003, 2005, 2007, 2010, 2019, 2021, 2022, 2023, 2024                                                       | 9              | 1976, 1977, 1982, 1987, 1988, 2001, 2011, 2015, 2018 |
| Dorados de Chihuahua            | 15       | 1936, 1947, 1948, 1952, 1954, 1964, 1971, 1979, 1987, 1988, 1989, 1993, 1997, 2008, 2015                                                                         | 8              | 1983, 1996, 1999, 2000, 2002, 2003, 2006, 2023       |
| Indios de Ciudad Juárez         | 11       | 1942, 1944, 1958, 1959, 1960, 1961, 1962, 1969, 1974, 1996, 2000                                                                                                 | 9              | 1989, 1995, 1998, 2009, 2012, 2013, 2014, 2017, 2019 |
| Manzaneros de Cuauhtémoc        | 11       | 1975, 1976, 1977, 1978, 1980, 1995, 1998, 2002, 2006, 2016, 2018                                                                                                 | 9              | 1979, 1981, 1984, 1986, 1991, 1993, 1994, 1997, 2004 |
| Faraones de Nuevo Casas Grandes | 2        | 1990,1991 | *              | *                                                    |
| Venados de Madera               | 1        | 1999 | 1              | 2024                                                 |
| Mazorqueros de Camargo          | 1        | 2004 | 1              | 2021                                                 |
| Rojos de Jiménez                | 0        | * | 2              | 1990, 2016                                           |